# Eugnathogobius
Eugnathogobius es un género de peces de la familia de los Gobiidae en el orden de los perciformes.

## Especies
- Eugnathogobius illotus
- Eugnathogobius indicus (Larson, 2009)
- Eugnathogobius kabilia (Herre, 1940)
- Eugnathogobius microps (Smith, 1931)
- Eugnathogobius mindora
- Eugnathogobius oligactis (Bleeker, 1875)
- Eugnathogobius paludosus (Herre, 1940)
- Eugnathogobius polylepis (Wu & Ni, 1985)
- Eugnathogobius siamensis (Fowler, 1934)
- Eugnathogobius stictos (Larson, 2009)
- Eugnathogobius variegatus